# Admonio Vicente
Admonio Vicente Gomes (n. Bisáu, 10 de noviembre de 1993) es un futbolista guineano. Juega de defensa central, y su equipo actual es el Algeciras CF de la Primera División RFEF.

## Trayectoria
Admonio tiene experiencia en Segunda División B, categoría en la que militó durante la temporada 2016-2017 en las filas del CD El Ejido 2012, en el que jugó un total de 1650 minutos.
En la siguiente temporada, formó parte de la plantilla del Linares Deportivo, del grupo IX de la Tercera División andaluza, donde sería indiscutible, al jugar 38 partidos, todos ellos como titular.
Tras jugar durante últimas campañas en diferentes equipos de Segunda B del sur de España, en la temporada 2018-19 se comprometió con Unionistas de Salamanca, club con el que está completando una gran temporada, por lo que ha llamado la atención de clubes del fútbol profesional.
En enero de 2019, se produjo el acuerdo al que llegaron el conjunto numantino y el club salmantino para el traspaso del jugador y el CD Numancia para su incorporación a la disciplina numantina a partir del 1 de julio de 2019.
El 28 de septiembre de 2020, se anunció la rescisión de contrato con el equipo soriano, con el disputó 8 partidos la temporada 2019-20 en Segunda División y, a continuación, firmó por una temporada por el UCAM de Murcia CF.
El 17 de enero de 2022, firma por el Linares Deportivo de la Primera División RFEF, cedido hasta el final de la temporada por el UCAM Murcia C. F.
El 22 de julio de 2022, firma por el Algeciras CF de la Primera División RFEF.

## Clubes
| Club                                   | País   | Año             |
| -------------------------------------- | ------ | --------------- |
| Berja CF                               | España | 2013-2014       |
| CD El Ejido 2012                       | España | 2014-2017       |
| Linares Deportivo                      | España | 2017-2018       |
| Unionistas de Salamanca Club de Fútbol | España | 2018-2019       |
| CD Numancia                            | España | 2019-2020       |
| UCAM Murcia C. F.                      | España | 2020-2022       |
| Linares Deportivo (cedido)             | España | 2022            |
| Algeciras CF                           | España | 2022-Actualidad |